# محافظه‌کاری سنتی
محافظه کاری سنتی، که به آن محافظه کاری کلاسیک، محافظه کاری سنتی یا سنت‌گرایی نیز گفته می‌شود، یک فلسفه سیاسی و اجتماعی است که بر لزوم اصول یک نظم اخلاقی متعالی تأکید می‌کند، که از طریق قوانین طبیعی خاصی ظاهر می‌شود که جامعه باید با احتیاط مطابقت داشته باشد. شیوه محافظه کاری سنت گرا بر اساس فلسفه‌های سیاسی ارسطو و ادموند بورک استوار است. سنت‌گرایان بر پیوندهای نظم اجتماعی و دفاع از نهادهای اجدادی بر آنچه فردگرایی بیش از حد می‌داند، تأکید می‌کنند.
محافظه کاری سنت گرایانه تأکید شدیدی بر مفاهیم عرف، عرف، اقتدار و سنت دارد مانند حزب جمهوریخواه آمریکا. دلیل نظری مورد استهزا قرار گرفته و برخلاف عقل عملی تلقی می‌شود. همچنین این دولت به عنوان یک شرکت مشترک با ویژگی‌های معنوی و ارگانیک دیده می‌شود. سنت‌گرایان بر این باور هستند که هر تغییری نتیجه تفکر استدلالی عمدی نیست بلکه به‌طور طبیعی از سنت‌های اجتماع خارج می‌شود. رهبری، اقتدار و سلسله مراتب به عنوان محصولات طبیعی دیده می‌شود. سنت‌گرایی در سراسر اروپا در قرن ۱۸ گسترش یافت، به ویژه به عنوان پاسخی به بی نظمی جنگ داخلی انگلیس و رادیکالیسم انقلاب آمریکا و انقلاب فرانسه. در اواسط قرن بیستم، محافظه کاری سنت گرایانه شروع به سازماندهی جدی خود به عنوان یک نیروی فکری و سیاسی کرد.

## اصول اساسی

### ایمان دینی و قانون طبیعی
تعدادی از محافظه‌کاران سنت‌گرا از مسیحیت کلیسای عالی استقبال می کنند (به عنوان مثال تی اس الیوت، یک انگلیس-کاتولیک؛ راسل کرک، کاتولیک رومی). سنت. گرای دیگری که سنت ایمان خود را علناً بیان کرده‌است، کالب استگال است که یک پروتستان انجیلی است. تعدادی از پروتستان‌های اصلی محافظه‌کار مانند پیتر هیتچنز و راجر اسکروتون و برخی سنت گرایان یهودی هستند، مانند ویل هربرگ فقید، ایروینگ لویی هوروویتز، مردخای روشوالد و پل گوتفرید نیز محافظه کار سنت‌گرا هستند.

### سنت و عرف
همان‌طور که از نامش پیداست، سنت گرایان معتقدند که سنت و عرف انسان و جهان بینی او را راهنمایی می‌کند. هر نسلی تجربه و فرهنگ نیاکان خود را به ارث می‌برد و از طریق قرارداد و نمونه قبلی انسان قادر است آن را به فرزندان خود منتقل کند. اگر ادموند بورک را که به عنوان پدر محافظه کاری مدرن در نظر گرفته می‌شود، بیان کنیم: «فرد احمق است، اما گونه خردمند است».

### سلسله مراتب و وحدت ارگانیک
محافظه‌کاران سنت‌گرا معتقدند که جامعه انسانی اساساً سلسله مراتبی است (یعنی همیشه شامل نابرابری‌ها، درجات و طبقات مختلف وابسته به یکدیگر است و ساختارهای سیاسی که این واقعیت را تشخیص می‌دهند عادلانه‌ترین، پر رونق‌ترین و به‌طور کلی سودمندترین هستند). سلسله مراتب به جای محافظت از یک قسمت با هزینه بقیه، امکان حفظ همزمان تمام جامعه را فراهم می‌کند.

### زراعت
حومه و ارزشهای زندگی روستایی بسیار گرانبها است (حتی گاهی اوقات آنها مانند شعر شبانی عاشقانه هستند). اصول کشاورزی (به عنوان مثال حفظ مزرعه کوچک خانوادگی، زمین روباز، حفاظت از منابع طبیعی و سرپرستی زمین) در درک سنتیست از زندگی روستایی نقش اساسی دارد.

### کلاسیک‌گرایی و فرهنگ والا
سنت گرایان از تمدن کلاسیک غربی دفاع می‌کنند و برای آموزشی که توسط متون دوران روم و قرون وسطی ارائه می‌شود، ارزش قائل هستند. به همین ترتیب ، سنت گرایان کلاسیسیست‌هایی هستند که از فرهنگ والا در تمام مظاهر آن (مانند ادبیات، موسیقی، معماری، هنر و تئاتر) احترام می‌گذارند.

### میهن‌پرستی، بومی گرایی و منطقه گرایی
برخلاف ملی گرایان که نقش دولت یا ملت را بر جامعه محلی یا منطقه ای ارج می‌نهند، سنت گرایان میهن‌پرستی را به عنوان یک اصل اساسی در نظر می‌گیرند. محافظه کاران سنت گرا فکر می‌کنند وفاداری به یک منطقه یا منطقه بیش از هرگونه تعهد نسبت به یک نهاد سیاسی بزرگتر است. سنت گرایان همچنین از ارزش انحصار و صمیمیت جامعه خود استقبال می‌کنند و جامعه مدنی «جوخه‌های کوچک» بورک را به دولت گسترش یافته ترجیح می‌دهند. متناوباً، ناسیونالیسم منجر به یکزوگرایی می‌شود و دولت را به عنوان انتزاعی از جامعه محلی و ساختار خانواده و نه به عنوان نتیجه این واقعیات محلی تلقی می‌کند.

## تاریخچه

### تأثیرات برتانیا

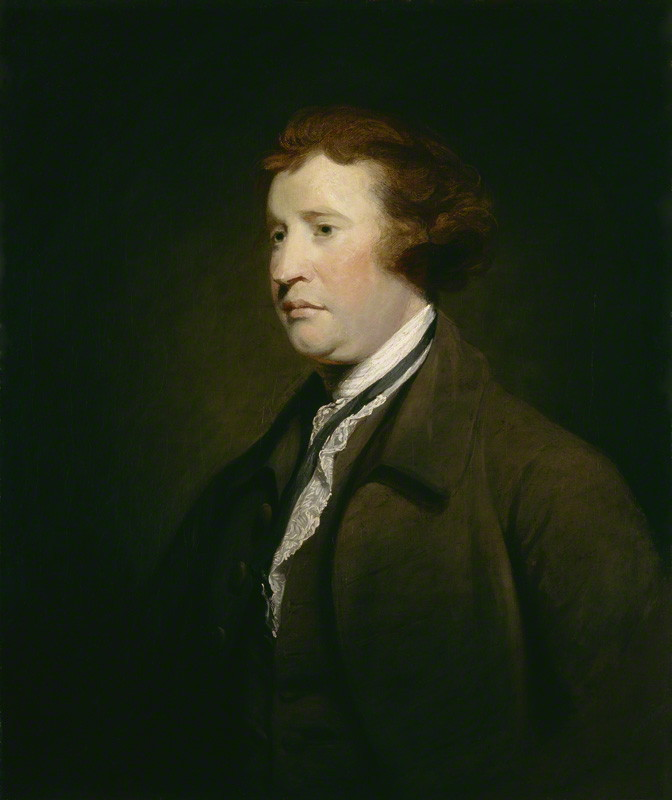
ادموند برک

محافظه‌کاری سنت. گرایانه با اندیشه ادموند برک، دولتمرد و فیلسوف ویگ انگلیسی-ایرلندی آغاز شد، که اصول سیاسی وی ریشه در قوانین طبیعی اخلاقی و سنت غربی داشت. بورک به حقوق تجویزی اعتقاد داشت و این حقوق «خدادادی» بود. وی از آنچه از آن به عنوان «آزادی دستور یافته» یاد می‌کند (که در قانون نانوشته سلطنت مشروطه انگلیس منعکس شده‌است) دفاع کرد. وی همچنین طرفدار ارزشهای متعالی بود که در نهادهایی مانند کلیسا، خانواده و دولت حمایت می‌شدند. او منتقد سرسخت اصول انقلاب فرانسه بود و در سال ۱۷۹۰ مشاهدات وی در مورد افراط و تفریط و رادیکالیسم در کتاب " تأملاتی دربارهٔ انقلاب فرانسه" جمع‌آوری شد. در تأملات، بورک خواستار تصویب قانون اساسی حقوق مشخص و مشخص شد و هشدار داد که برای توجیه استبداد به راحتی می‌توان از حقوق انتزاعی سوءاستفاده کرد. راسل کرک منتقد و مورخ اجتماعی آمریکایی نوشت: " تأملات با تمام خشم و ناراحتی پیامبری که سنت‌های مسیحیت و ساختار جامعه مدنی را در برابر چشمان خود در حال انحلال می‌بیند، می‌سوزاند".
نفوذ بورک به اندیشمندان و نویسندگان بعدی، هم در انگلیس و هم در قاره اروپا، گسترش یافت. شاعران رمانتیک انگلیسی ساموئل تیلور کولریج، ویلیام وردزورث و رابرت ساوتی، نویسنده رمانتیک اسکاتلندی، سر والتر اسکات، و همچنین نویسندگان ضدانقلاب، فرانسوا-رنه د شاتوبریان فرانسوی و لویی د بونالد و ساویارد ژوزف دو مایستر. در ایالات متحده، حزب فدرالیست و رهبران آن، مانند رئیس‌جمهور جان آدامز و وزیر خزانه داری الکساندر همیلتون، بهترین وکالت میراث بورک بودند.

### منتقدان پیشرفت مادی
محافظه کاری سنتی بورک شدیدترین مدافعان خود را در سه محافظه کار فرهنگی و منتقد پیشرفت مادی یافت، یعنی ساموئل تیلور کلریج، توماس کارلایل و جان هنری نیومن.
طبق گفته محقق سنت گرای پیتر ویرک، کالریج و شاعر همکار وی و همکار وی ویلیام وردزورث بعنوان حامیان انقلاب فرانسه و آرمانشهرستی رادیکال ناشی از آن آغاز شدند. با این حال، تا سال ۱۷۹۸ مجموعه شعر آنها، تصنیف‌های غنایی، تز روشنگری عقل دربارهٔ ایمان و سنت را رد کرده بود. نوشته‌های بعدی کلریج، از جمله خطبه‌های غیر روحانی (۱۸۱۶)، Biographia Literaria (1817) و کمک به تأمل (۱۸۲۵)، مواضع سنتی محافظه کارانه را در مورد سلسله مراتب و جامعه ارگانیک ، انتقاد از ماده گرایی و طبقه بازرگان و نیاز به «رشد درونی» توجیه می‌کند. ریشه در یک فرهنگ سنتی و مذهبی دارد. کولریج اعتقاد راسخی به نهادهای اجتماعی و منتقد سرسخت جرمی بنتام و فلسفه سودگرایی او داشت.
توماس کارلایل، نویسنده، مورخ و مقاله‌نویس نیز متفکر سنتی گرای اولیه بود و از مفاهیم قرون وسطایی مانند اشرافیت، سلسله مراتب، جامعه ارگانیک و وحدت طبقاتی بر سر سوسیالیسم و «رابطه نقدی» سرمایه‌داری لایزس دفاع می‌کرد. به گفته کارلایل، «رابطه نقدی» زمانی بود که روابط اجتماعی صرفاً به سود اقتصادی تقلیل می‌یافت. کارلایل که یک قهرمان فقیر بود، معتقد بود که توده‌های جامعه انگلیس در معرض تهدید اوباش، پلوتوکرات‌ها، سوسیالیست‌ها و دیگر افرادی هستند که می‌خواهند از آنها سوit استفاده کنند و کینه طبقاتی را ادامه دهند. کارلایل که یکی از ارادتمندان فرهنگ ژرمنی و رمانتیسیسم است، بیشتر با نوشته‌های خود سارتور رزارتوس (۱۸۳۳–۱۸۳۴) و گذشته و حال (۱۸۴۳) شناخته می‌شود.
در اواسط قرن نوزدهم، کلیسای انگلیس «احیای کاتولیک» را در قالب جنبش آکسفورد تجربه کرد، جنبشی مذهبی که برای بازگرداندن ماهیت کاتولیک آنگلیکانیسم طراحی شده بود. با هدایت جان کبل، ادوارد پوسی و جان هنری نیومن، تراکتوری‌ها (که به همین دلیل برای انتشار مجلات خود برای روزنامه تایمز فراخوانده می‌شوند) لیبرالیسم مذهبی را محکوم کردند در حالی که از «جزم، آیین، شعر و سنت» دفاع می‌کردند. مانند کولریج و کارلایل، نیومن (که در سال ۱۸۴۵ کاتولیک روم شد و سرانجام در کلیسا به کاردینال تبدیل شد) و تراکاری‌ها نسبت به پیشرفت مادی انتقاد داشتند یا این تصور را داشتند که ثروت، رفاه و منافع اقتصادی مجموع وجود انسان است.

### نقد فرهنگی و هنری
فرهنگ و هنر برای محافظه کاران سنت گرای انگلیس نیز مهم بود و دو تن از برجسته‌ترین مدافعان سنت در فرهنگ و هنر متیو آرنولد و جان راسکین بودند.
متیو آرنولد، شاعر و منتقد فرهنگی، بیشتر به خاطر شعر و انتقاد ادبی، اجتماعی و مذهبی شهرت دارد. کتاب او فرهنگ و هرج و مرج (۱۸۶۹) ارزشهای متوسط ویکتوریایی آن روز را به خود گرفت (آرنولد سلایق طبقه متوسط ادبیات را " فلسفه گرایی " می‌دانست) و خواستار بازگشت به ادبیات کلاسیک گذشته بود. آرنولد همچنین به چنگ آوردن پلوتوکراتیک در امور اقتصادی-اجتماعی که کلریج، کارلایل و جنبش آکسفورد از آنها انتقاد کردند، با بدبینی نگاه کرد. آرنولد به شدت به حزب لیبرال و پایگاه غیرکنفورمیست آن حمله کرد. وی ویلیام اوارت گلدستون و تلاشهای لیبرالها برای تخریب کلیسای آنگلیکان در ایرلند، ایجاد یک دانشگاه کاتولیک در آنجا، اجازه دادن به مراسم دفن مخالفان در گورستانهای کلیسای انگلیس، خواستار اعتدال، و نیازی به بهبود اعضای طبقه متوسط به جای تحمیل آنها را به سخره گرفت. باورهای نامعقول در جامعه. آموزش لیبرال ضروری بود و منظور از آن آرنولد قرائت دقیق و دلبستگی به کلاسهای کلاسیک فرهنگی بود، همراه با تأمل انتقادی. او از هرج و مرج - تقسیم زندگی به واقعیت‌های منزوی و ناشی از بیماری‌های خطرناک آموزشی که از فلسفه‌های مادی گرایانه و منفعت طلبانه ناشی می‌شد، ترسید. او از بی شرمی روزنامه‌نگاری جدید شورانگیز، از نوعی که در تور خود در ایالات متحده در سال ۱۸۸۸ شاهد بود، مبهوت شد. او پیشگویی کرد، «اگر کسی بدنبال بهترین روش برای تأثیرگذاشتن و کشتن نظم عزت نفس، احساس نسبت به آنچه در آن بالا رفته‌است، نمی‌توانست کاری بهتر از روزنامه‌های آمریکایی کند.»
یکی از موضوعاتی که محافظه کاران سنت گرا به‌طور مداوم تکرار می‌کنند، این موضوع است که سرمایه‌داری صنعتی به اندازه لیبرالیسم کلاسیک که باعث پیدایش آن شد، زیر سؤال می‌رود. ادامه دهنده این سنت جان راسکین ، منتقد فرهنگی و هنری، قرون وسطایی بود که خود را «سوسیالیست مسیحی» خواند و به معیارها در فرهنگ، هنر و جامعه بسیار اهمیت می‌داد. از نظر راسکین (مانند تمام محافظه کاران فرهنگی قرن نوزدهم)، انقلاب صنعتی باعث جابجایی، بی ریشه ای و شهرنشینی گسترده فقرا شد. وی در نقد هنری خود، سنگهای ونیز (۱۸۵۱–۱۸۵۳) را نوشت، که ضمن دفاع از هنر و معماری گوتیک ، سنت کلاسیک را به خود گرفت. از دیگر کارهای وی می‌توان به هفت لامپ معماری و «تا این آخر» (۱۸۶۰) اشاره کرد.

### محافظه کاری یک ملت
در سیاست، ایده‌های بورک، کلریج، کارلایل، نیومن و دیگر محافظه کاران سنت گرا به سیاست‌ها و فلسفه نخست‌وزیر سابق انگلیس بنیامین دیزرائیلی تقسیم شد. دیزرائیلی در سال‌های جوانی مخالف سرمایه‌داری طبقه متوسط و سیاست‌های صنعتی بود که توسط "لیبرال‌های منچستر" (لایحه اصلاحات و قوانین ذرت) تبلیغ می‌شد. دیزرائیلی به دنبال راهی برای کاهش درد و رنج فقیران شهری در پی انقلاب صنعتی بود، به دنبال اتحاد ملت از طریق " محافظه کاری یک ملت " بود، جایی که ائتلافی از اشراف و انسان کارگر متحد برای جلوگیری از اتحاد از تأثیرات طبقه متوسط لیبرال. این ائتلاف جدید به عنوان راهی برای کار با توده‌های دارای حق رای در عین قرار دادن آنها در "سنت‌های محافظه کار باستان" عمل می‌کند. اندیشه‌های دیزرائیلی (از جمله انتقاد وی از سودگرایی) در جنبش "انگلستان جوان" و در نوشته‌هایی مانند تصدیق قانون اساسی انگلیس (۱۸۳۵)، توری رادیکال (۱۸۳۷) و "رمان‌های اجتماعی" او کونینگسبی (۱۸۴۴) و سیبیل ثمری یافت. (1845) چند سال بعد، محافظه کاری یک ملته وی زندگی جدیدی را در «دموکراسی توری» لرد راندولف چرچیل و در اوایل قرن ۲۱ در «محافظه کاری مترقی» تز تورهای سرخ فیلسوف انگلیسی فیلیپ بلوند پیدا کرد.

### توزیع
در اوایل قرن ۲۰، محافظه کاری سنت گرایان مدافعان خود را با تلاش‌های هیلر بلوک، جی جی چسترتون و دیگر طرفداران سیستم اقتصادی-اجتماعی مورد حمایت خود یافتند: توزیع گرایی. توزیع گرایی که از دائره المعارف پاپ Rerum novarum منشأ می‌گیرد، مفهوم انحصار را به عنوان راه سوم «راه سوم» برای شرilsهای دوقلوی سوسیالیسم و سرمایه‌داری به کار می‌گیرد. از اقتصاد محلی، تجارت کوچک، شیوه زندگی ارضی و صنعتگران و هنرمندان حمایت می‌کند. در کتابهایی از قبیل Belloc's The Servile State (1912)، Economics for Helen (1924) و مقاله ای در مورد احیای مالکیت (۱۹۳۶) و Chesterton's The Outline of Healthly (1926)، جوامع سنتی که همانند آنچه در قرون وسطی یافت می‌شد، بودند طرفدار و تجارت بزرگ و دولت بزرگ محکوم است. در ایالات متحده، ایده‌های توزیع گرایانه توسط روزنامه‌نگار هربرت آگار، فعال کاتولیک، دوروتی دی و از طریق تأثیر اقتصاددان انگلیسی متولد آلمان، EF شوماخر پذیرفته شد و با کارهای ویلهلم روپکه قابل مقایسه بود.
تی اس الیوت قهرمان سنت غربی و فرهنگ مسیحی ارتدکس بود. الیوت یک مرتجع سیاسی بود که از اهداف ادبی مدرنیستی برای اهداف سنتی استفاده می‌کرد. کتاب " پس از خدایان عجیب" (۱۹۳۴) و " یادداشت‌هایی در مورد تعریف فرهنگ" (۱۹۴۸) با سنت بزرگ انسان گرایی مسیحی که به ادموند بورک، ساموئل تیلور کلریج، توماس کارلایل، جان راسکین، جی کی چسترتون و هیلر بلوک باز می گردد همسو هستند. الیوت که توسط ایروینگ بابیت و جورج سانتایانا در دانشگاه هاروارد تحصیل کرده بود، با آلن تیت و راسل کرک دوست بود.
کریستوفر داوسون مورخ توسط تی‌اس الیوت به عنوان قدرتمندترین تأثیر فکری در انگلیس مورد ستایش قرار گرفت، یکی از شخصیتهای اصلی سنت گرایی قرن بیستم است. نکته اساسی در کار او این بود که دین در قلب هر فرهنگی، به ویژه فرهنگ غربی و نوشته‌های او، از جمله عصر خدایان (۱۹۲۸)، دین و فرهنگ (۱۹۴۸) و دین و طلوع فرهنگ غرب (۱۹۵۰) است. این دیدگاه را منعکس می‌کند. داوسون، یکی از مشارکت کنندگان در معیار الیوت، معتقد بود که پس از جنگ جهانی دوم، دین و فرهنگ در بازسازی غرب در پی فاشیسم و ظهور کمونیسم نقش اساسی دارند.

## در بریتانیا

### فیلسوف‌ها

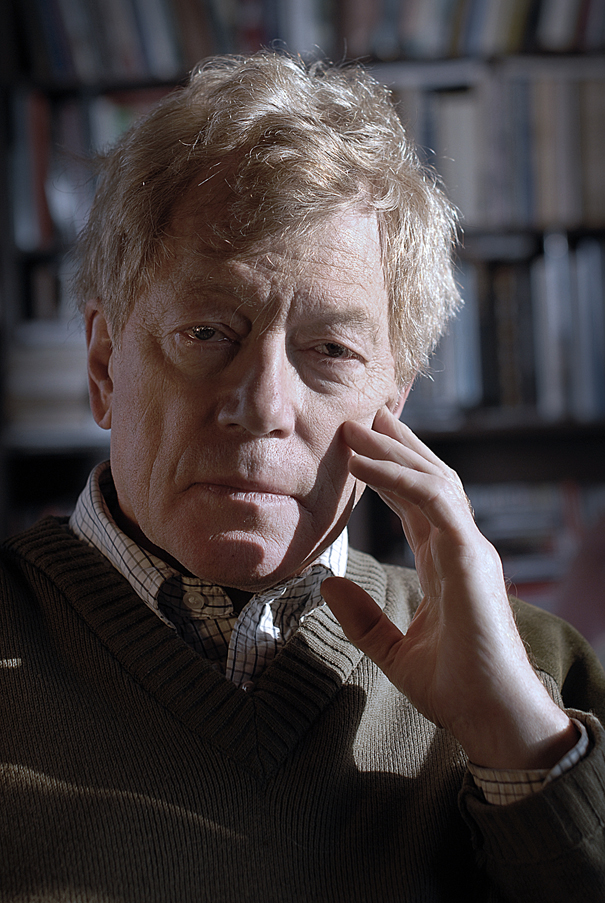
راجر اسکرتون

راجر اسکرتون، فیلسوف انگلیسی، یک محافظه کار سنت گرا بود که خود توصیف می‌شد. یکی از مشهورترین کتابهای وی "معنای محافظه کاری" (۱۹۸۰) است که به نوشتن در موضوعاتی مانند سیاست خارجی، حقوق حیوانات، هنرها و فرهنگ و فلسفه مشهور است. اسکرتون به مرکز تجدید اروپا، مجمع ترینیتی، انستیتوی علوم روانشناسی و انستیتوی سازمانی آمریکایی وابسته بود. او برای نشریاتی مانند Modern Age، National Review، The American Spectator , The New Criterion و City Journal نوشت.
اخیراً فیلسوف بریتانیایی، فیلیپ بلوند، به عنوان نماینده فلسفه سنت گرایی، به ویژه محافظه کاری مترقی یا توریسم سرخ، مورد توجه قرار گرفته‌است. از نظر بلوند، توریسم سرخ جامعه گرایی مدنی را با محلی گرایی و ارزش‌های سنتی به عنوان راهی برای احیای محافظه کاری انگلیس و جامعه انگلیس ترکیب می‌کند. او یک اتاق فکر، ResPublica تشکیل داده‌است.

### انتشارات و سازمان‌های سیاسی
قدیمی‌ترین نشریه محافظه کار سنت گرا در انگلستان The Salisbury Review است که توسط فیلسوف انگلیسی راجر اسکروتون تأسیس شد. سالیسبوری نظر ' سردبیر فعلی Merrie غار است.
در درون حزب محافظه کار انگلیس جناحی از نمایندگان سنتی سنت گرا وجود دارد که در سال ۲۰۰۵ تشکیل شد و در مجموع به عنوان «گروه سنگ بنای» شناخته می‌شوند. گروه Cornerstone مخفف ارزشهای سنتی است و نشان دهنده «ایمان، پرچم و خانواده» است. از اعضای برجسته می‌توان به ادوارد لی و جان هنری هیز اشاره کرد.

## در اروپا
بنیاد ادموند برک یک بنیاد آموزشی مستقر در خارج از هلند است که سنتی است و از مؤسسه مطالعات بین دانشگاهی الگو گرفته‌است. این مرکز که در اصل یک اتاق فکر بود، توسط سنت گرایانی مانند دانشمند آندریاس کینینگ و روزنامه‌نگار بارت یان اسپرویت تأسیس شد. این مرکز به مرکز تجدید اروپا وابسته است.
در سال ۲۰۰۷، تعدادی از علمای سنت‌گرای برجسته از اروپا و همچنین نمایندگان بنیاد ادموند بورک و مؤسسه مطالعات بین دانشگاهی مرکز نوسازی اروپا را ایجاد کردند که به عنوان نسخه اروپایی مؤسسه مطالعات بین دانشگاهی طراحی شده‌است.

## سازمان‌های سیاسی
از دیگر سازمانهای سنت گرا می‌توان به مجمع ترینیتی، مؤسسه اریک ووگلین الیس ساندوز و انجمن اریک ووگلین، برنامه Centurion New مؤسسه محافظه کار، انجمن TS Eliot، انجمن Malcolm Muggeridge و مرکز ایده آمریکایی مؤسسه Enterprise Free اشاره کرد. بنیانگذار اصلی برنامه‌های سنتی، به ویژه مرکز راسل کرک، بنیاد ویلبر است.

## ادبیات
سنت ادبی اغلب با مرتبط محافظه کاران سیاسی و جناح راست در حالی که با تضاد کارهای تجربی و آوانگارد، که به نوبه خود اغلب با مرتبط ترقی خواهان و چپ. جان بارت، نویسنده و نظریه‌پرداز ادبیات پست مدرن، گفت: "اعتراف می‌کنم که در سمینارهای کارآموزی در اواخر دهه ۱۹۷۰ و ۱۹۸۰، روح پر جنب و جوش Make-It-New از دهه شصت بوفالو را از دست داده‌ام. تعداد زیادی از سنت گرایان جوان می‌توانند به اندازه اتاق‌های جمهوریخواه جوان دلگیر باشند ".
در کتاب ذهن محافظه کار (۱۹۵۳) راسل کرک شخصیت‌های ادبی زیادی وجود دارد، از جمله جیمز فنیمور کوپر، ناتانیل هاثورن، جیمز راسل لاول، WH مالوک، رابرت فراست و تی اس الیوت. در کتاب خواننده محافظه کار کرک (۱۹۸۲)، نوشته‌های رودیارد کیپلینگ و فیلیس مک گینلی به عنوان نمونه سنت گرایی ادبی ارائه شده‌است. کرک همچنین به عنوان نویسنده داستان‌های خارق‌العاده و تعلیق با استعداد گوتیک متمایز شناخته می‌شد. رمان‌هایی مانند خانه قدیمی ترس، موجودی از گرگ و میش و ارباب تاریکی توخالی و داستان‌های کوتاهی مانند "لکس تالیونیس"، "دریاچه گمشده"، "فراتر از کنده ها"، "Ex Tenebris" و "کیف پول سرنوشت" به دست آورد ستایش نویسندگان داستان مانند ری بردبری و مادلین لنگل. کرک همچنین با بسیاری از چهره‌های ادبی قرن بیستم، از جمله TS Eliot , Roy Campbell، Wyndham Lewis، Ray Bradbury , Madeleine L'Engle و Flannery O'Connor، دوستان خوبی بود که بیشتر آنها را می‌توان در شعر یا داستان خود برچسب سنت‌گرایانه گذاشت.
رمان‌نویس و سنت گرای کاتولیک بریتانیایی، اِولین واو اغلب یک محافظه کار سنت گرا محسوب می‌شود.